# Aedes hesperonotius
Aedes hesperonotius é um espécie de mosquito do Género Aedes, pertencente à família Culicidae.